# Ortasee
Der Ortasee (italienisch Lago d’Orta, oder Cusio) ist ein oberitalienischer See in der norditalienischen Region Piemont. Er liegt etwa 23 km westlich des Lago Maggiore und gehört teils zur Provinz Verbano-Cusio-Ossola und teils zur Provinz Novara.

## Geografie

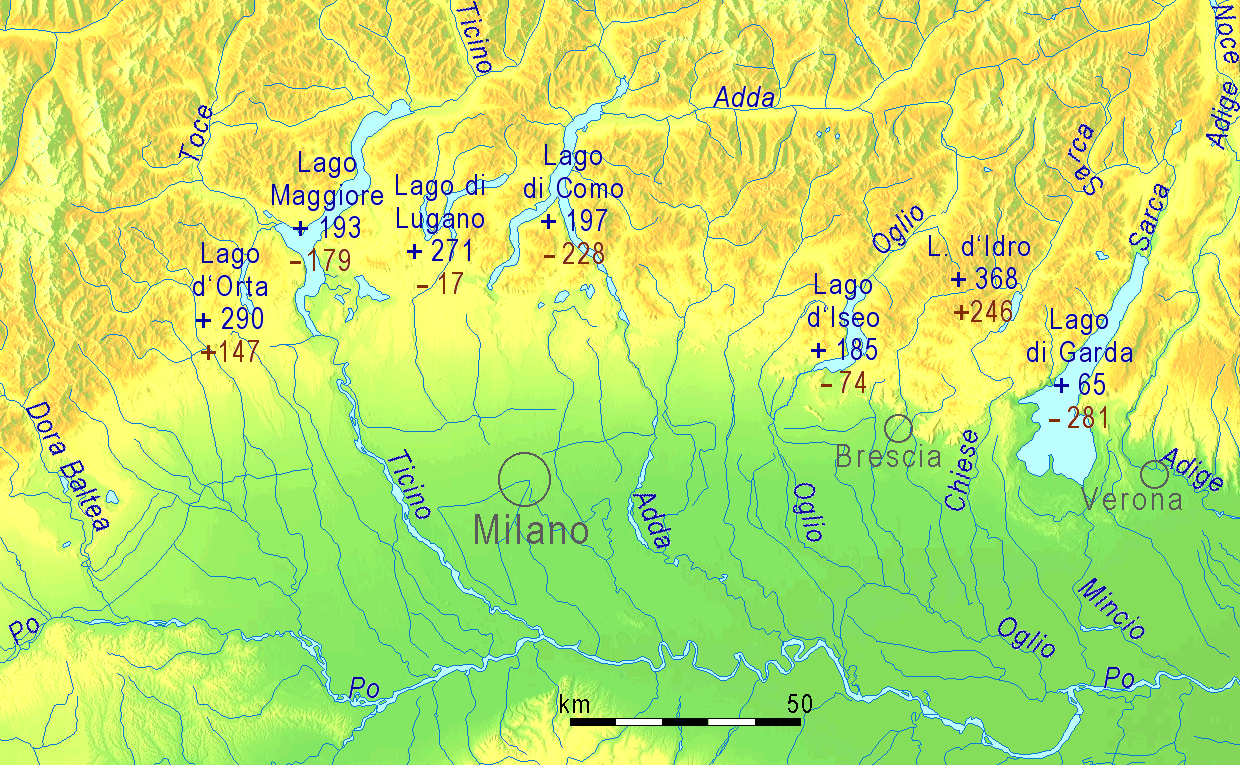
Italienische Gletscherseen mit Höhe des Wasserspiegels und Höhe des tiefsten Punktes (jeweils über/unter dem Meeresspiegel)

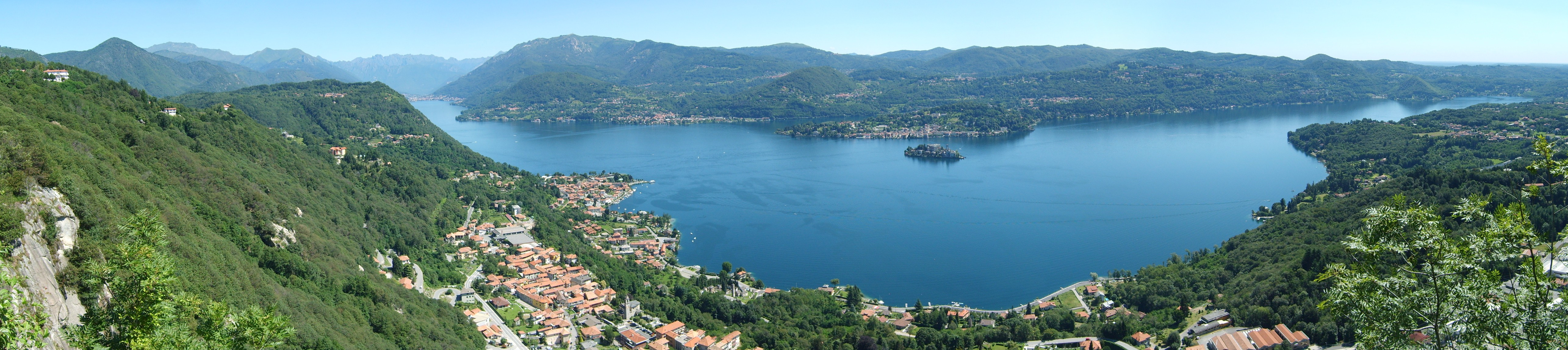
Blick über den Ortasee, südlicher Teil, von Madonna Sasso

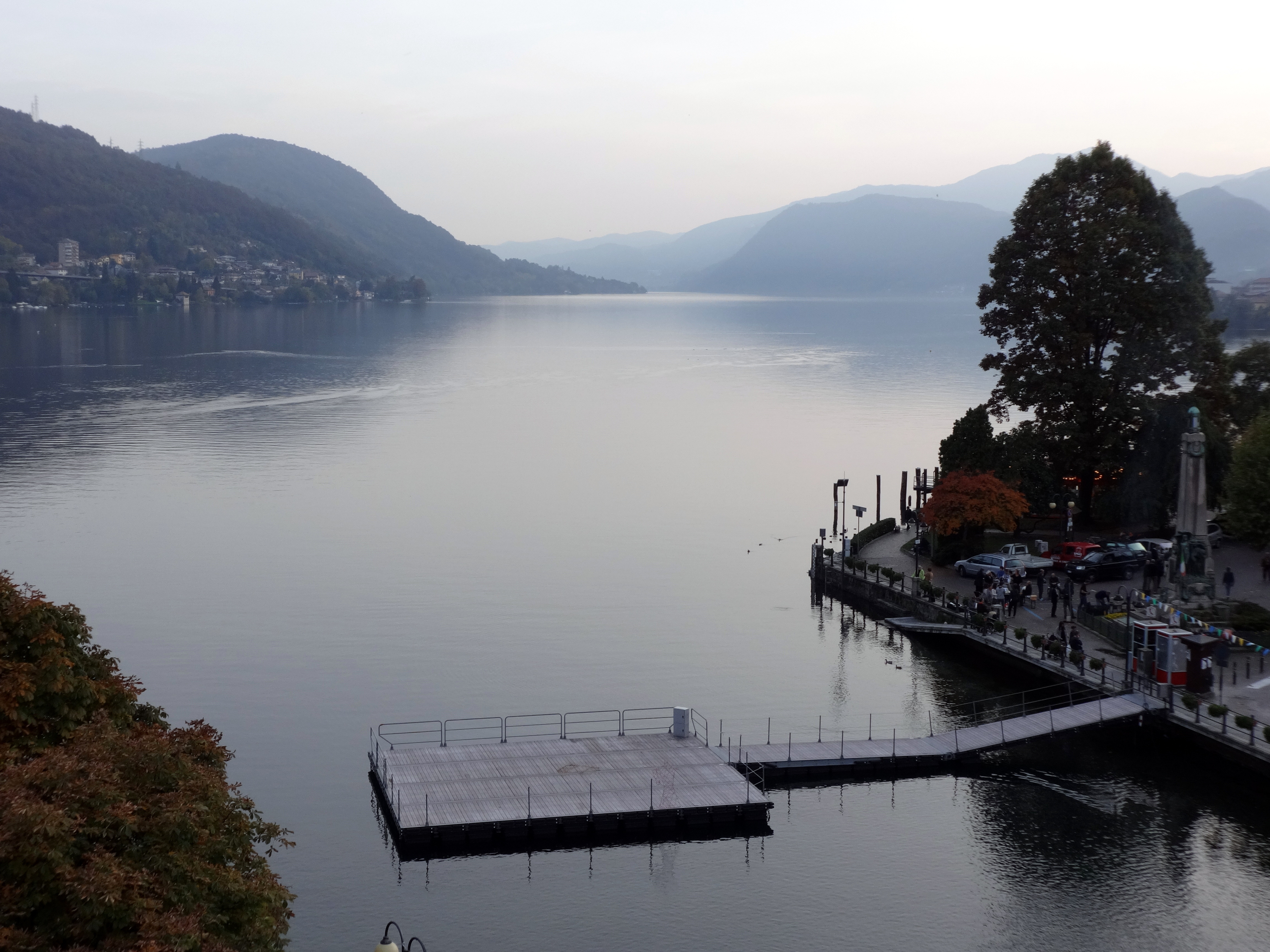
Blick über den Ortasee, nördlicher Teil, von Omegna

Entstanden ist der Fjordsee durch die Erosion, die ein Gletscher im bereits bestehenden Flussbett an dieser Stelle bewirkte.

### Lage
Der See ist der westlichste der italienischen Gletscherseen. Er liegt in Norditalien, etwa 87 km nordwestlich von Mailand. Der See liegt im westlichen Einzugsgebiet des Lago Maggiore. Während der See auf drei Seiten von Bergen umgeben ist, geht er im Norden in das Val d’Ossola über. Die Seehöhe liegt 290 Meter über dem Meeresspiegel (metri sul livello del mare).

### Gestalt
Der See und sein Einzugsbereich verlaufen in Nord-Süd-Richtung. Der Orta bedeckt bei 13,4 km Länge und 2,5 km Breite eine Fläche von 18,136 km². Gemessen an seinem Volumen von 1286 × 106 m³ und einer größten Tiefe von 143 m ist er in beiden Kategorien der siebtgrößte See Italiens. Seine durchschnittliche Tiefe beträgt 70,3 m. Im See sind drei Becken, die von Süden nach Norden jeweils tiefer werden.
Grund und Ufer bestehen vor allem aus Gneis, Glimmerschiefer und Graniten.

### Insel
In der Mitte des Sees liegt die bewohnte Insel Isola San Giulio, benannt nach dem griechischen Diakon Julius, der hier am Ende des 4. Jahrhunderts lebte und eine kleine Kirche errichtete. Die Insel hat eine Länge von 275 m und eine Breite von 143 m sowie einen Umfang von etwa 700 m. Auf der Insel liegt der historische Ursprung der Besiedlung. Im Mittelalter beherbergte sie vermutlich einen Sitz der Bischöfe von Novara und war als Festung ausgebaut. Später war sie sicher deren Sommerresidenz. Die kleine Insel ist dicht mit historischen Bauten bebaut. Auf der Insel thronen eine mittelalterliche Basilika, die Basilica di San Giulio, ein Nonnenkloster, die Abtei Mater Ecclesiae und ein Glockenturm.

### Ufer
Der See wird nordöstlich durch den 1491 m hohen Mottarone vom Lago Maggiore getrennt. Die Bergkette Valsesia begrenzt den See nach Westen hin. An den Bergen stehen in tieferen Lagen Edelkastanien- und Buchenwälder, in höheren Lagen Tannen- und Fichtenwälder. Das Klima ist mild, insbesondere am windgeschützten Südostufer. Die den Orta umgebenden Berge gehören zur Gruppe der Alpi Cusiane. Diese umfassen im Osten zwischen Ortasee und Lago Maggiore den Mottarone und seine Nebengipfel und reichen im Westen bis zum Valsesia. Zu den Gipfeln direkt am See gehören neben dem Mottarone und seinen Nebengipfeln auf der Ostseite noch auf der Westseite der Monte Mazzone (1234 m), der Monte Trevigno (1117 m), der Monte Avigno (1136 m). Höchster Punkt des Einzugsgebiets vom Ortasee ist der Monte Croce (1644 m) westlich vom Omegna; überragender Punkt des Panoramas ist der nahe gelegene Monte Rosa mit 4634 m.

### Hydrographie
Die durchschnittliche Verweildauer des Wassers in dem See beträgt 10,7 Jahre. Die Hauptströmung im See verläuft gegen den Uhrzeigersinn. Am Westufer des Sees läuft eine Strömung von Norden nach Süden, während am Ostufer eine gegenläufige Strömung nach Norden besteht. Diese Strömungen können sich allerdings zeitweise umkehren, so dass die Strömungsrichtung im See dann im Uhrzeigersinn ist. Teilweise verlaufen auch Strömungen in tieferen Wasserschichten anders als an der Oberfläche, wobei generell das Oberflächenwasser eher nach Norden und Wasser in tieferen Schichten eher nach Süden strömt.
Die durchschnittliche Wassertemperatur beträgt 15 °Celsius, das Minimum im Jahr sind dabei 6 °C, das Maximum 25 °C.

### Zu- und Abflüsse

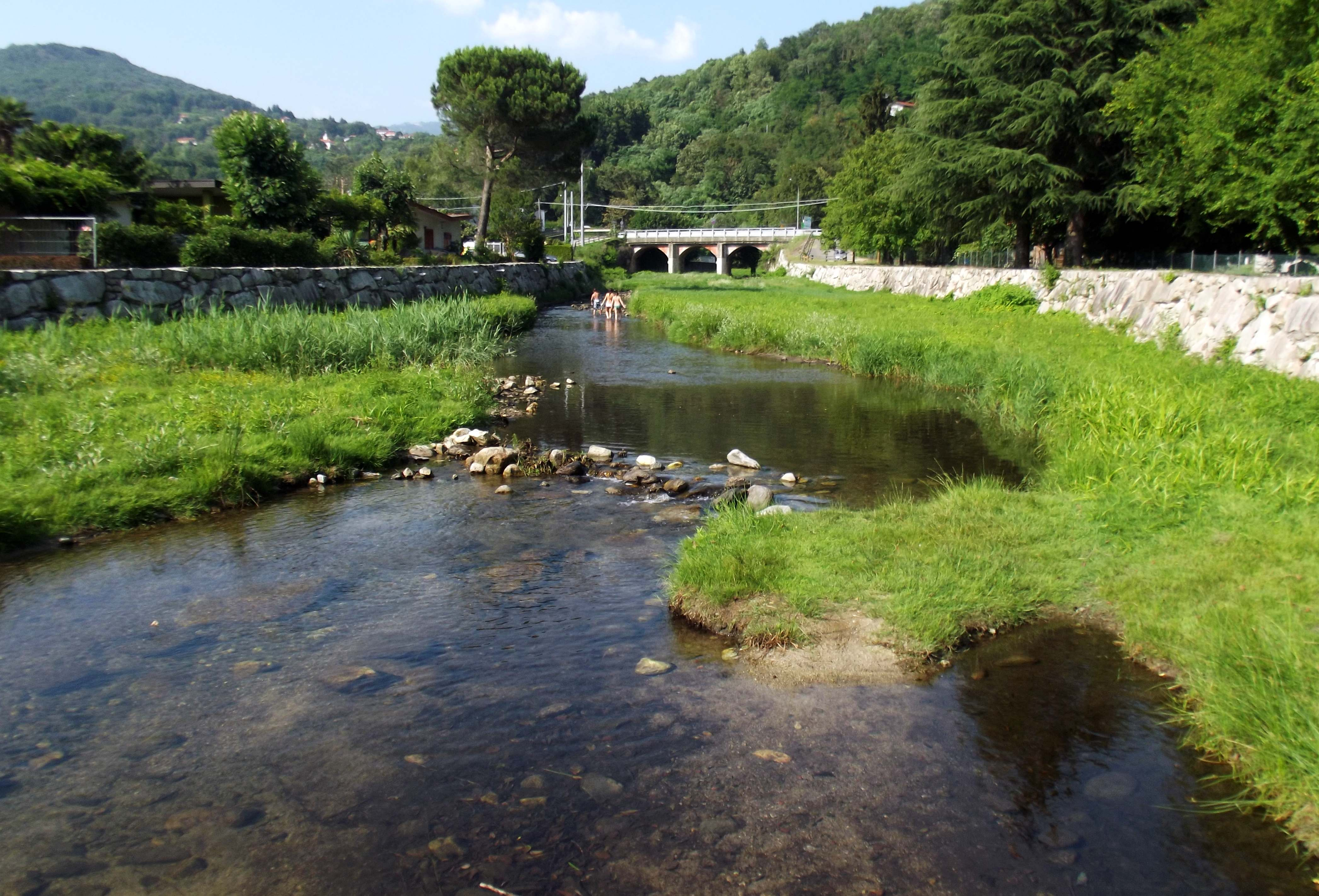
Der Pescone in Pettenasco nahe der Mündung in den Orta

Im Süden verhindert eine Endmoräne den Abfluss nach Süden. Er ist damit der einzige See in Norditalien, der nach Norden abfließt – allerdings liegt auch der Ausfluss des Luganersees nicht im Süden. Das Wasser ergießt sich in den Bach Nigoglia, der nach einem Kilometer in die Strona einmündet, die wieder in den Toce fließt. Dieser wiederum mündet in den Lago Maggiore.
In den See fließen sechs größere Bäche: Bagnella, Acqualba, Pellino, Pellesina und Lagna fließen am Westufer in den See, der Fluss Pescone im Osten. Dazu kommen zahlreiche kleinere Wildbäche von den benachbarten Bergen und Quellen, die unter dem Seespiegel liegen. Das Einzugsgebiet des Sees beträgt 116 km² und hat eine durchschnittliche Höhe von 650 m.

## Name
Neben der Bezeichnung „Lago d’Orta“ trägt der See im Italienischen auch den Namen Cusio. Dieser ist erst im 19. Jahrhundert aufgekommen; ob er in römischer Zeit bereits Cusius hieß, ist unbekannt. Im Mittelalter hieß er Lago di San Giulio, seinen Namen als Lago d’Orta trägt er etwa seit dem 16. Jahrhundert. In Mailand wird er auch Cenerentola (Aschenputtel) genannt, da er außerhalb Mailands bei Touristen kaum bekannt ist und diese sich auf die größeren italienischen Seen konzentrieren. Der Name Cusio dient nicht nur zur Bezeichnung des Sees, sondern oft wird damit auch die umliegende Gegend gemeint. So heißt die Provinz, in der der Orta liegt, Verbano-Cusio-Ossola, die Berge um den Orta sind die Alpi Cusiane.

## Geschichte und Sage

### Vorgeschichte
Aus der Bronzezeit finden sich Besiedlungsspuren von Siedlungen, die auf Tiefgründungen im Wasser angelegt waren. Die Gegend des Ortasees wurde schon zu prähistorischen Zeiten von Stämmen aus Mitteleuropa, Galliern und Kelten bewohnt. Die Kolonisierung durch Rom war langsam und mühsam und wurde erst in der Zeit des Römischen Reiches vollendet. Die Gegend war in der Zeit des römischen Reiches dünn besiedelt. Seit Septimius Severus führte eine Straße, die Septima von Genua aus, am Ostufer des Sees Richtung Simplon und Brig. Vermutlich waren auch am See einzelne Militärstationen.
Der Legende nach wurde Ende des 4. Jahrhunderts das Christentum eingeführt. Die griechischen Brüder Julius (Giulio) und Julian aus Ägina kamen in die Gegend und zerstörten mit Einverständnis des Kaisers Theodosius alle heidnischen Tempel, um an ihrer Stelle Kirchen zu bauen. Als sie 99 Kirchen errichtet hatten, wollten sie die Hundertste bauen, in der sie auch begraben werden wollten. Julius ließ seinen Bruder in Gozzano zurück, einer Ortschaft am südlichen Ufer des Sees, und machte sich auf den Weg nach Norden. Sein Ziel war eine kleine unbewohnte Insel auf dem See, die von Schlangen und Drachen heimgesucht war. Er breitete seinen Mantel auf dem See aus und erreichte die Insel, vertrieb die Schlangen und Drachen und baute dort seine hundertste Kirche ungefähr an der gleichen Stelle, wo die Basilika von San Giulio heute ist. 392 wurde er dort begraben.

### Seit dem Mittelalter bis zur Neuzeit
575 teilten die Langobarden das Reich in Herzogtümer. Mimulf wurde Herzog der Gegend und wurde beauftragt, die Region gegen die Franken zu verteidigen. Als die Franken trotzdem den Simplon überschritten, wurde Mimulf von Agilulf enthauptet. Aus der Zeit des 6. Jahrhunderts sind archäologisch Verteidigungsanlagen – oft über spätrömischen Fundamenten – in den meisten Orten am Ortasee gesichert. Besonders die Isola San Giulio war stark gesichert und diente als Festung in den Machtauseinandersetzungen des Spätmittelalters. 957 wurde die Insel zum ersten Mal belagert. Kaiser Otto I. belagerte die Insel, auf der sich Königin Willa aufhielt. Nach zwei Monaten ergab sich die Königin. Ihr wurde das Leben gewährt und erlaubt, ihren Mann Berengar in der Burg S. Leo zu besuchen. Während der Belagerung wurde auf der Insel Guglielmo da Volpiano geboren, der später Abt von Dijon wurde.
Seit der Zeit der Karolinger ist gesichert, dass Orta San Giulio zum Bistum Novara gehörte. Durch Schenkungen der deutschen Kaiser bis zu Friedrich I. erlangte der Bischof die Herrschaft über das gesamte Ufer bis auf Omegna, die er – bis auf kurze Unterbrechungen – bis Anfang des 19. Jahrhunderts behielt. Omegna gehörte zur Stadt Novara.
Die Riviera d’Orta wurde fast ein unabhängiger Staat mit eigenen Gesetzen und einer Regierung, die von einem von den Bischöfen ernannten Schlossherrn geführt wurde. Die einzelnen Gemeinden hatten eine große Autonomie. Die Gegend blieb vergleichsweise dünn besiedelt. Die Menschen lebten vor allem von Landwirtschaft und Fischerei.

### Seit dem 19. Jahrhundert

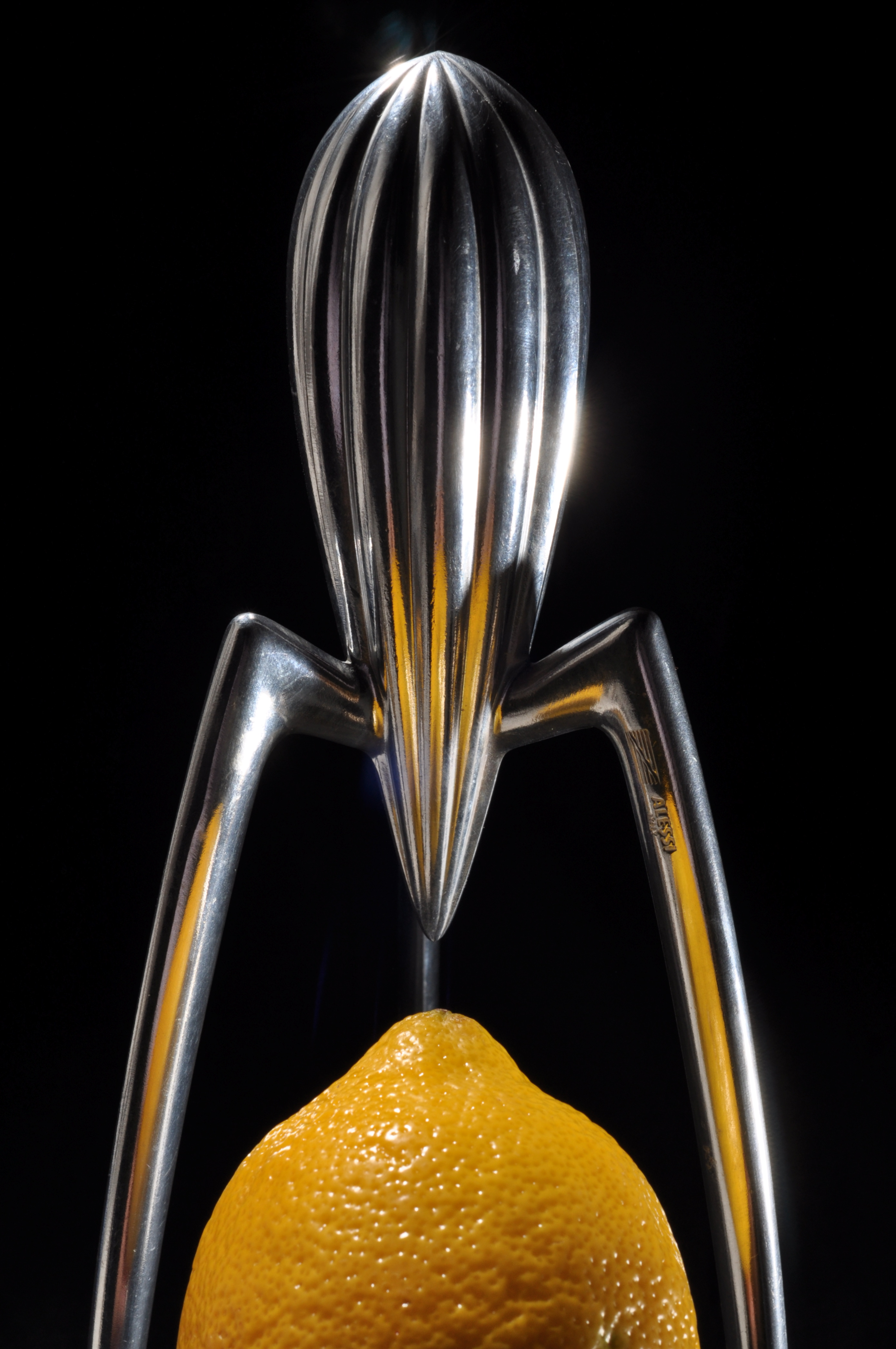
Die Juicy Salif von Alessi

In der Zeit der französischen Cisalpinischen Republik gehörte die Riviera d’Orta dem Departement Agogna mit der Hauptstadt Novara an und war dann Teil des Ersten italienischen Königreichs.
1861 wird die Riviera Teil des italienischen Königreiches.
Die Industrialisierung setzte am Ortasee in der Mitte des 19. Jahrhunderts ein. Die Straße von Orta nach Gozzano am Südufer wird von 1840 bis 1844 ausgebaut. Im Jahr 1851 beginnt der aus Deutschland zurückgekehrte Carlo Calderoni mit der Produktion von Haushaltswaren aus Messing und mit Zinnüberzug und dann Besteck aus Messing und Silber. Baldessare Cane ging 1853 nach Paris und siedelte sich danach in Omegna an, wo er die erste kleine Fabrik eröffnete: er begann mit der Verarbeitung von Zinn, Blei und Messing, bevor seine Fabrik bis zum Anfang des 20. Jahrhunderts ein Aluminiumverarbeiter wurde. Die beiden fanden zahlreiche Nachahmer – teilweise ehemalige Mitarbeiter – die in Omegna ein Zentrum der Metallverarbeitung etablierten. 1919 schlossen sich sechs Metallarbeiter zur Kooperative La Subalpina zusammen, aus der später Girmi wurde. Bialetti nahm 1919 die Produktion auf, 1921 etablierte die Alessi-Familie eine erste kleine Fabrik. Lagostina begann 1901 mit der Produktion von Haushaltswaren aus Metall. Ihre Pfannen mit Aluminiumboden brachten es 1933 zu einem Eintrag im Katalog des MoMA, weltweit bekannt wurde das Unternehmen dann durch die Entwicklung von Schnellkochtöpfen.
1864 entstand die Eisenbahnlinie Novara–Gozzano und von 1884 bis 1888 entstand die Eisenbahnlinie zwischen Orta und Domodossola; ab 1880 existierte eine Seeschifffahrt für Frachtgüter.
In der Zeit des Zweiten Weltkriegs bildete sich eine Partisanengruppe unter Filipe Beltrami, die vor allem an den Berghängen am Ortasee aktiv war.
Die Haushaltswarenindustrie am See erreichte ihren Höhepunkt in den 1970er Jahren. Seitdem sorgte insbesondere die zunehmende Konkurrenz aus Asien, dass einige von Großkonzernen aufgekauft wurden oder ihr Geschäftsmodell änderten und sich beispielsweise auf das Marketing konzentrierten und die Produktion auslagerten. Andere verlegten sich vor allem auf hochpreisige Produkte oder wurden Zulieferer für andere Unternehmen. Trotzdem ist am Ortasee weiterhin ein Zentrum der Herstellung von Haushaltswaren, Armaturen und Ventilen. 2006 beschäftigten 180 Unternehmen der Haushaltswarenindustrie 2000 Mitarbeiter und erwirtschafteten einen Umsatz von 300 Millionen Euro.

## Flora und Fauna
Flora und Fauna des Sees haben sich im 20. Jahrhundert drastisch gewandelt. Bis 1927 war der See bekannt für seine reichen Vorkommen an Wasserleben. Es gab etwa 150 Algenarten und zahlreiche Rädertiere und vor allem Wasserflöhe. Forellen, Karpfen, Schleien, Aale und Hechte waren häufig und wurden kommerziell befischt. Das 1910 eingeführte Bodenseefelchen entwickelte sich rasch zur kommerziell wichtigsten Art im See.
Von 1927 bis 1986 leitete die am Südufer in Gozzano ansässige Kunstseidefabrik von J. P. Bemberg ihre Abwässer in den See, die große Mengen Kupfer und Ammoniumsulfat in den See brachten. Das Kupfer vergiftete das Phytoplankton, was dann zum Sterben des Zooplanktons und schließlich der Fische führte. Die Nahrungskette brach zusammen, was zum Verschwinden von Phytoplankton, Zooplankton und Fischen führte. Bereits 1929 fanden sich keine Fische mehr im See, er wurde als tot beschrieben. Dieser Prozess verlief nicht ohne Streit zwischen den Fabrikarbeitern, die eine neue Arbeit gefunden hatten, und den Fischern, die ihre Lebensgrundlage verloren, bis die Fabrik alle ehemaligen Fischer als Fabrikarbeiter einstellte. Die Ausbreitung von zahlreichen metallverarbeitenden Betrieben der Kleinindustrie an der Südseite des Sees verstärkte das Problem seit den 1950er Jahren.
In den folgenden Jahrzehnten bildete sich eine rudimentäre biologische Gemeinschaft aus dem Hüpferling Cyclops abyssorum, dem Rädertierchen Hexarthra fennica (rotifer) und Coccomyxa-Grünalgen Coccomyxa minor. Seit 1956 wurde das Kupfer teilweise zurückgehalten, was zu einer Sammlung von Ammoniak im See führte. Bis in die späten 1980er Jahre hinein war der See sauer. Der pH-Wert lag zeitweise bei 4, das ist ungefähr der pH-Wert von Wein. Ab 1980 klärte Bemberg seine Abwässer, ab 1986 nahm ein Klärwerk den Betrieb auf, das Abwässer der Ortschaften am See und kleinerer Industriebetriebe klärte. Der See blieb allerdings weiterhin stark übersäuert, so dass es kaum biologisches Leben im See gab. Erst das großflächige Ausbringen von Kalk von Mai 1989 bis Juni 1990 führte zu einer Regeneration der Flora und Fauna. Die Behörden nutzten dazu feingemahlenen Dolomit im Äquivalent zu 18.000 Tonnen reinem Calciumcarbonat.
Das Wasser selbst ist mittlerweile sehr sauber. In den Sedimenten finden sich allerdings noch ernsthafte Ablagerungen von Schwermetallen. Flora und Fauna sind im See wieder reichlich vorhanden, aber noch in einer instabilen Lage. Die ersten Arten, die sich nach der Restaurierung des Sees wieder ansiedelten, waren die Rädertiere Brachionus calyciflorus, Brachionus urceolaris, Hexarthra fennica und Asplanchna brightwelli, gefolgt von Wasserflöhen. Fische wie Forelle, Saiblinge, Karpfen, Schleien und Aal wurden erfolgreich eingeführt und konnten sich wieder gut genug etablieren, um Sportfischerei am See zu erlauben. 2010 wurde der hochinvasive Rote Amerikanische Sumpfkrebs im See entdeckt.

## Mensch und Natur

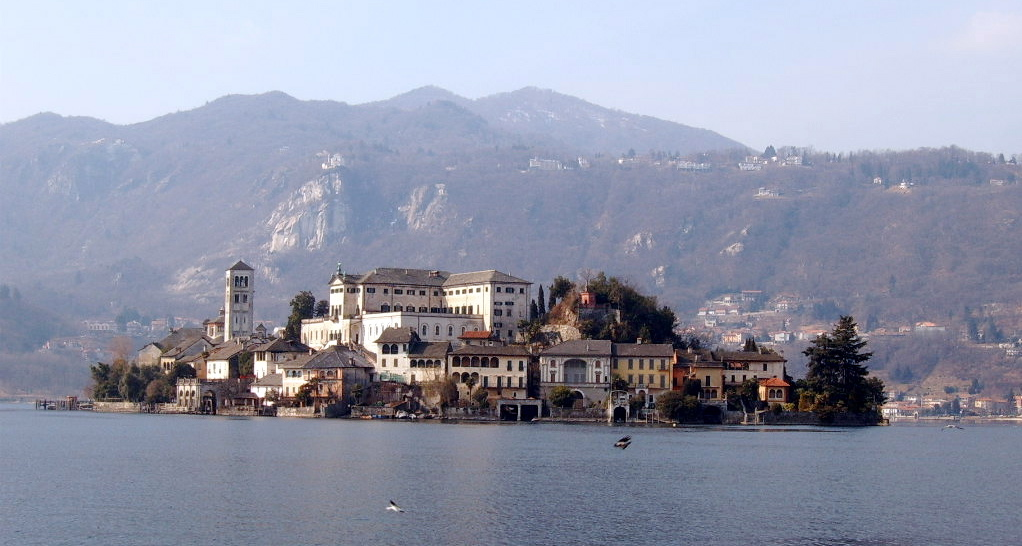
Isola San Giulio

Der See liegt in einer dünn besiedelten Gegend. Die steilen Ufer verhinderten die Bildung größerer Siedlungen. Über Jahrhunderte hinweg war die Gegend weitgehend abgeschnitten von der weiteren Umgebung. Drei Orte sind wichtige Zentren am See. Orta San Giulio mit der Isola San Giulio in der Mitte des Sees war das historische Zentrum und ist heute der Fokus für den Tourismus. Die Kleinstadt Omegna am nördlichen Ufer wuchs insbesondere seit dem 19. Jahrhundert und ist heute der bei Weitem größte Ort am Lago d’Orta. In Omegna siedelte sich Industrie an und die Stadt entwickelte sich zum wirtschaftlichen Zentrum des Sees. Ein dritter Ort mit historischem Ortskern direkt am See ist Pella.
Rund drei Kilometer südlich des Sees liegt im Hinterland die Kleinstadt Gozzano. 

### Ortschaften direkt am Ufer

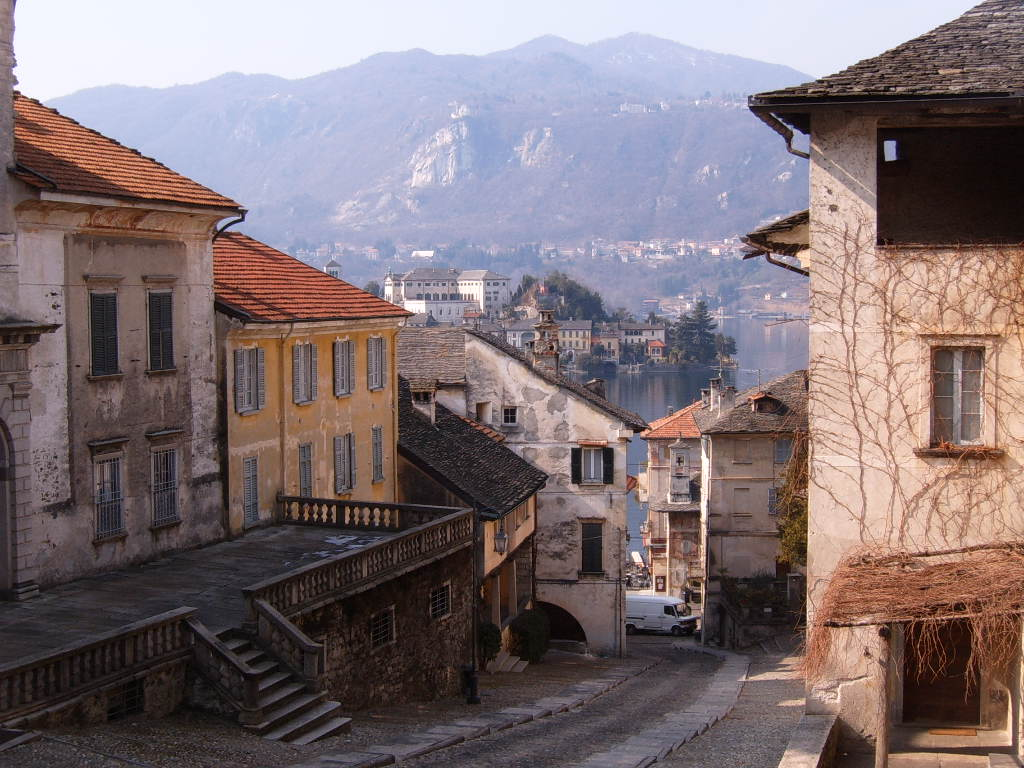
Orta San Giulio

- Orta San Giulio mit der Wallfahrtskirche Sacro Monte d’Orta
- Pettenasco
- Omegna, mittlerweile zusammengewachsen mit den Nachbarorten Casale Corte Cerro und Gravellona Toce, zusammen auch bekannt als Alto Cusio[13]
- Pella

### Ortschaften an den Hängen der Berge
- Armeno
- Ameno
- Nonio
- Cesara
- Arola
- Bolzano Novarese
- Miasino mit Ortsteilen Tortirogno (am See), Carcegna und Pisogno
- Madonna del Sasso
- San Maurizio d’Opaglio

### Verkehr
Die steilen Ufer erschwerten auch den Verkehr am Rande des Sees. Die Straße von Gozzano nach Orta San Giulio wurde erst um 1900 ausgebaut. Der Verkehr im und am Orta bestand lange Zeit vor allem aus privaten Booten, die über den See fuhren. 1878 begann ein öffentlicher Service mit drei Dampfschiffen, der Cusio, der Mergozzolo und der Umberto I, der bereits 1887 durch private Anbieter ersetzt werden sollte. Diese waren wirtschaftlich nicht erfolgreich, bis 1910 mit der Riviera wieder ein öffentlich betriebenes Schiff den See überquerte. Dieser öffentliche Dienst bestand bis 1935, bis Rivieras Nachfolger Principe di Piemonte abbrannte und bis 1984 wieder nur unregelmäßig private Anbieter fuhren. Seit 1984 gibt es abermals ein öffentliches Angebot. Die Navigazione Lago d’Orta betreibt mehrere größere Schiffe im Linienverkehr zwischen allen größeren Orten des Sees. Zwischen Ostern und Oktober fahren diese täglich, in den Monaten dazwischen nur einige Tage am Wochenende. Darüber hinaus gibt es noch Wassertaxis, die seit 1923 in den Motoscafisti Lago d’Orta vereinigt sind.
Mittlerweile existiert eine 33 Kilometer lange Straße entlang der Ufer, die die Ortschaften dort miteinander verbindet. Die Region hat keine direkte Anbindung an das italienische Autobahnnetz. Bahnhöfe einer Regionalbahn sind in Omegna, Pettenasco und Orta San Giulio/Miasino, wobei die letzteren beiden Bahnhöfe in den Hügeln oberhalb der eigentlichen Stadt liegen.

### Wirtschaft
Seit dem frühen 19. Jahrhundert siedelten sich Metallarbeiter in der Gegend an, woraus sich bis zum Beginn des 20. Jahrhunderts eine metallverarbeitende Industrie entwickelte. Am Nordufer des Sees entstand das Zentrum der Haushaltswarenindustrie in Italien, zudem entwickelten sich zahlreiche Hersteller von Badarmaturen und Ventilen an den Ufern des Sees. Weltweit tätige Firmen wie Alessi, Bialetti und Lagostina haben ihren Ursprung in Omegna. Seit dem Ende des 20. Jahrhunderts erfolgt ein Umbruch. Bialetti und Lagostina sind mittlerweile Teil globalisierter Konzerne und in Omegna nur noch durch Fabrikverkäufe präsent. Alessi hat seinen Hauptsitz weiterhin in Omegna. Die übrigen Haushaltswaren- und Armaturenhersteller haben sich entweder auf hochpreisige Produkte – oft für den professionellen Einsatz – verlegt. Insbesondere Klein- und Kleinstunternehmen spielen hier eine Rolle. Sie bieten etwa 1000 Arbeitsplätze, das sind 60 % der Industriearbeitsplätze der Region. Sie produzieren Haushaltswaren (Piazza Effepi, Calderoni, Ruffoni) und Armaturen (Fantini, Stella, Huber, Deagostini Inox) oder sind Zulieferer für die Industrie geworden. Das Doppeldorf Quarna Sotto/Quarna Sopra hat eine lange Tradition der Musikinstrumentenherstellung, wobei sich die Unternehmen insbesondere auf Blasinstrumente verlegten. Viele der Firmen werden seit ihrer Gründung am Beginn des 20. Jahrhunderts von ein und derselben Familie geführt.

### Tourismus

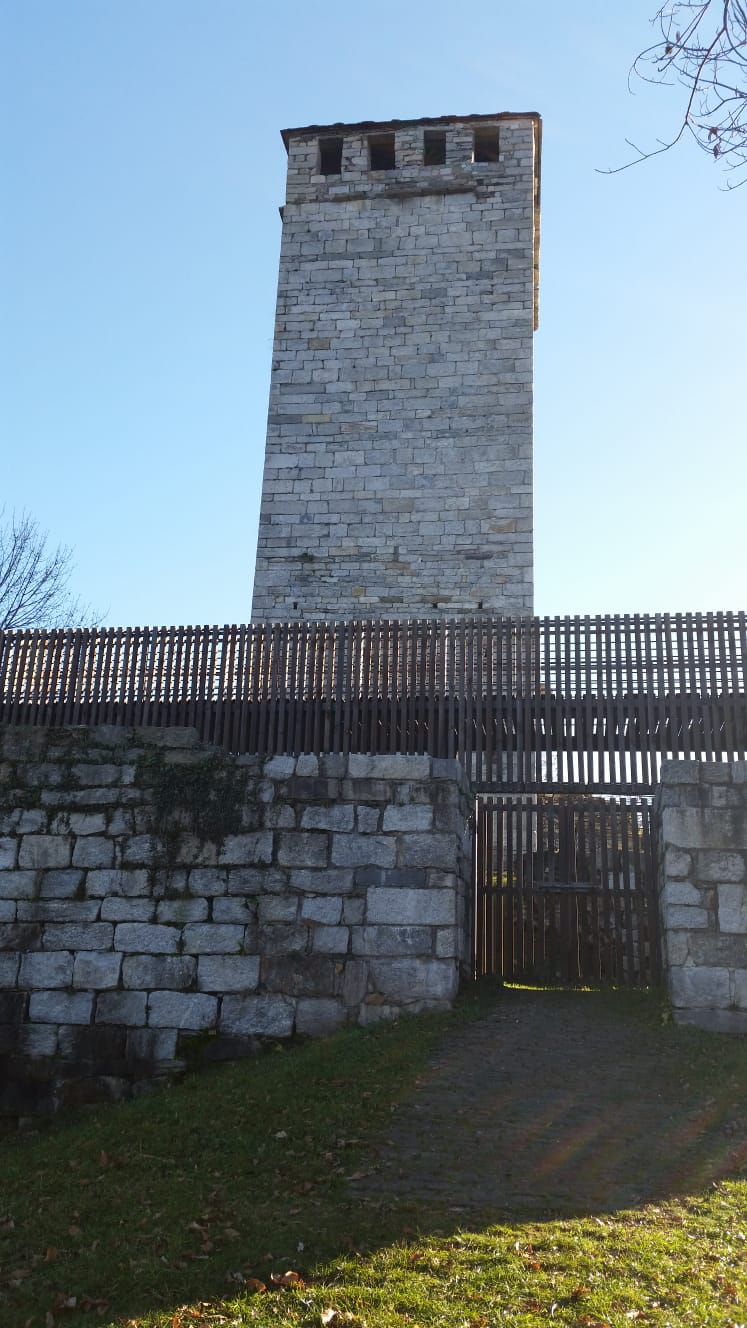
Der Turm Buccione im Park Riserva Naturale

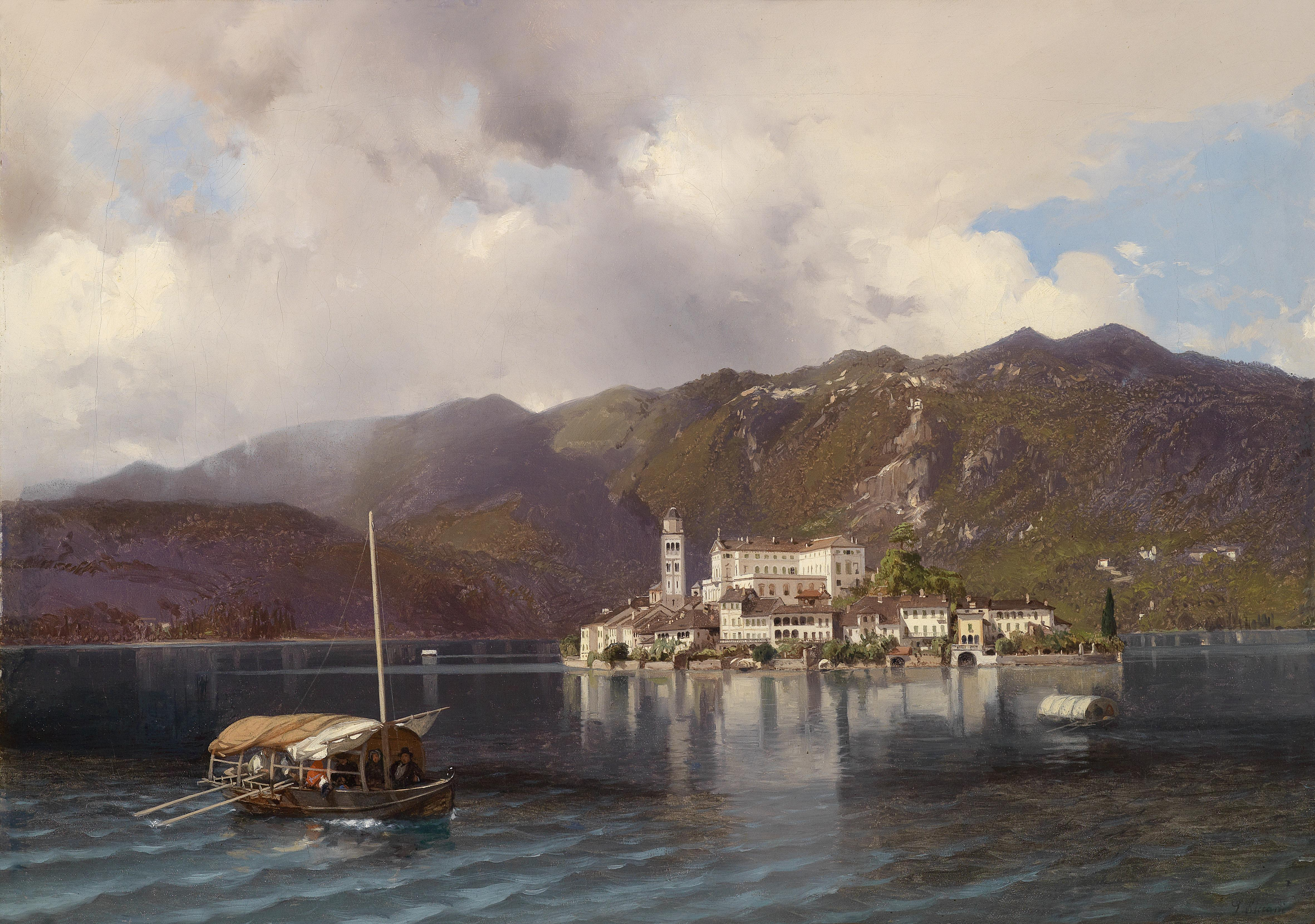
Luigi Riccardi:Isola San Giulio, 1877

Seit dem späten 17. bis ins 19. Jahrhundert war der See ein beliebtes Reiseziel. Heute ist er vor allem als Wochenendziel für Touristen aus Mailand bekannt, während internationaler Tourismus nur vergleichsweise wenig vorkommt. Touristisches Zentrum ist vor allem Orta San Giulio am Ostufer des Sees.

### Wassersport
Der See ist insbesondere bei Ruderern und Kajak-Fahrern beliebt. Unter anderem fanden hier 1893 die allerersten Ruder-Europameisterschaft überhaupt und 1910 die italienische Meisterschaft im Rudern statt.
Seit 2006 veranstaltet der Ruderclub von Omegna (Canottiere Lago D’Orta ASD) jährlich im Frühjahr die Italian Sculling Challenge. Es handelt sich um einen internationalen Ruderwettbewerb, bei dem die Teilnehmer im Massenstart 6000 Meter über den See rudern. Teilnehmer sind regelmäßig internationale Spitzenruderer wie Iztok Čop, der die Wettbewerbe 2010 und 2011 gewann, Henrik Stephansen, der Gewinner von 2013. oder Femke Dekker, die Gewinnerin bei den Frauen 2013.

## Bedeutende Bauten

### Sacro Monte d’Orta

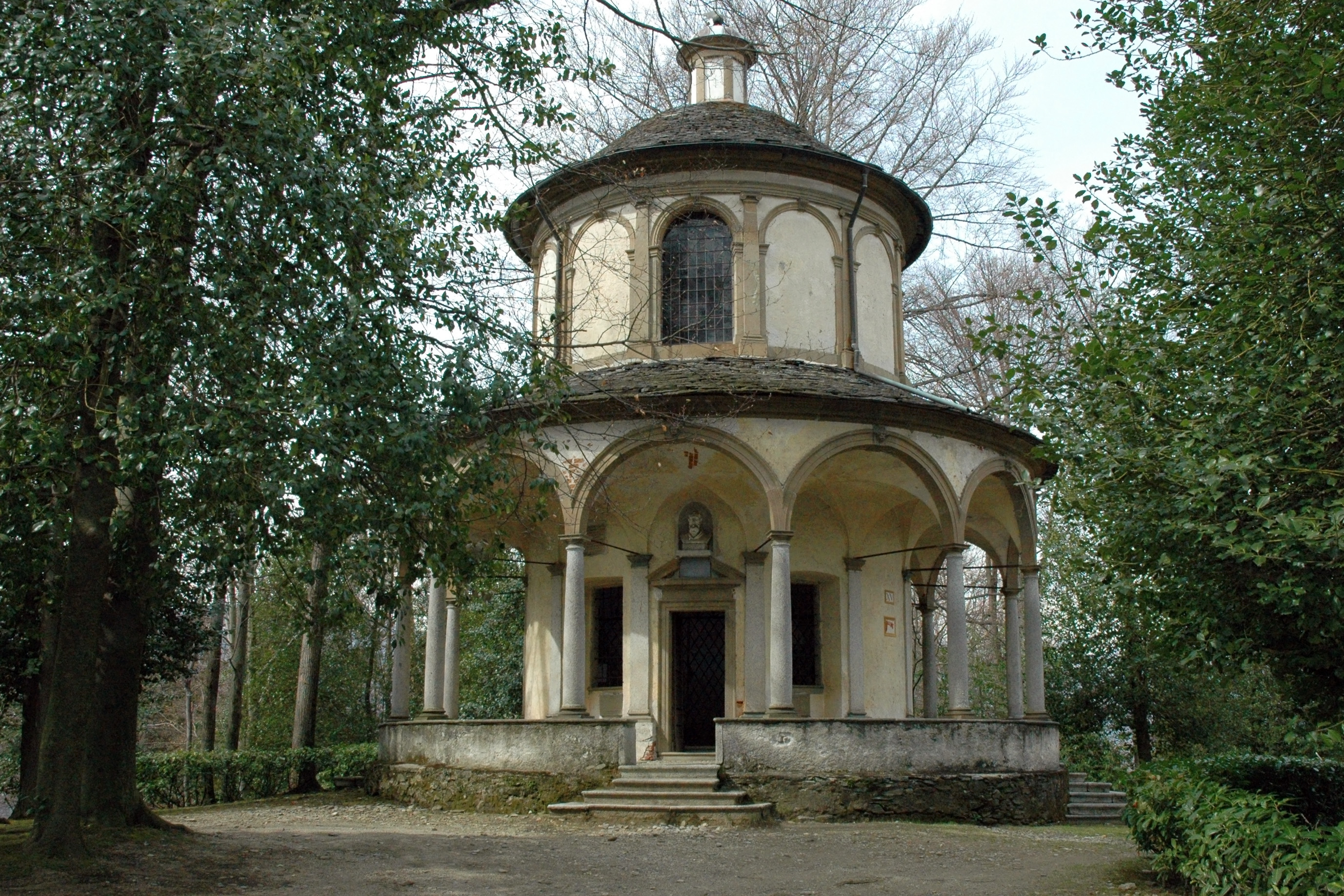
Sacro Monte d’Orta, Stigmatisation des Heiligen Franz

Der Heilige Berg von Orta befindet sich auf einer Halbinsel, etwa 400 m über dem Meeresspiegel liegenden Gipfel einer Anhöhe mit Blick auf den See. Sie ist seit 2003 als Teil der Sacri Monti in die Liste des Weltkulturerbe der UNESCO eingetragen. An den Berg gebaut ist der Ort Orta San Giulio.

### Museen
Die meisten Museen am See sind im Ecomuseo del Lago d’Orta e Mottarone mit Sitz in Pettenasco zusammengeschlossen. In Pettenasco selbst das Museum zur Kunst und Drehen von Holz, das Museo dell’Arte e della Tornitura del Legno. Das Forum Omegna hat eine Ausstellung der Industriegeschichte des Ortes. Speziell der Herstellung von Armaturen widmet sich das Museo del Rubinetto in San Maurizio d’Opaglio, während das Museo dell’Ombrello in Gignese die Tradition der Regenschirmherstellung in der Gegend aufgreift. In Quarna Sotto ist ein Musikinstrumentenmuseum, das Museo degli Strumenti Musicali. Am Südufer des Sees liegt ein Zentrum der Regenschirmherstellung, was zu einem Regenschirmmuseum, dem Museo dell’Ombrello, führte. Museen für Kunst sind das Museum für religiöse Kunst (Museo di Arte Sacra) in Forno und die Fondazione Calderara per l’Arte Contemporanea – die Stiftung Antonio Calderara für zeitgenössische Kunst in Vacciago di Ameno.

## Rezeption
Zu den bekannten Besuchern zählen Friedrich Nietzsche, Samuel Butler und Lord Byron. Honoré de Balzac beschrieb ihn in seinem Roman Les Employés so: „großartige Erhabenheit türmt sich über den Seeufern. Der See selbst hat menschliche Ausmaße […] Die Welt selbst ist hier im Miniaturformat, einfach und rein.“ Für Nietzsche war der Aufenthalt am Ortasee so bedeutend, dass als Vorbemerkung vor Also sprach Zarathustra folgende Widmung steht: „Von Orta an“. Der Dichter Robert Browning widmete dem Ortasee sein Gedicht By the Fireside.